# Антонін (Андрій Іванович Капустін)
Антонін (повне ім'я Андрій Іванович Капустін; 12 серпня 1817, с. Батуринське — 24 березня 1894, Єрусалим) — церковний діяч, учений, письменник.

## Біографія
Народився у селі Батуринське Пермської губернії (нині с. Батурино Курганської обл., РФ) у сім'ї священика. Навчався в Далматовському духовному училищі, Пермській та Катеринославській духовних семінаріях, Київській духовній академії (1839—1843). Магістр богослов'я. Викладав у Київській духовній академії німецьку та грецьку мови, герменевтику, догматичне та викривне богослов'я. 1845 прийняв постриг. Архімандрит і настоятель російських посольських церков у Афінах і Стамбулі, нач. Російської імператорської духовної місії в Єрусалимі. Член Київської, Московської та Санкт-Петербурзької духовних академій та багатьох наукових товариств: Афінського товариства шанувальників просвіти й Афінського археологічного товариства, Російського археологічного товариства, Одеського товариства історії та старожитностей, Товариства шанувальників духовної просвіти, Німецько-східного археологічного товариства, Церковно-археологічного товариства при Київській духовній академії.
Автор наукових праць з історії церкви, церковної археології, грецької палеографії. Колекціонер східних старожитностей і рукописів, значна частина яких ще за його життя була подарована різним установам, зокрема Церковно-археологічному музею при Київській духовній академії («глаголичні аркуші», «Слепченський Апостол» та ін.). Залишки його дарів і нині складають найцінніші частини експонатів давньогрецьких старожитностей Київського державного історичного музею та зібрання грецьких рукописів Інституту рукопису НБУВ. Архів зберігається в ЦДІА Санкт-Петербург (ф. 834, оп. 4), частина — в Києві (Ін-т рукопису НБУВ, ф. XIII).
Помер у м. Єрусалим.